# Theizé
Ne doit pas être confondu avec Taizé.
Theizé, parfois nommée Theizé-en-Beaujolais, est une commune française, située dans le département du Rhône en région Auvergne-Rhône-Alpes.

## Géographie

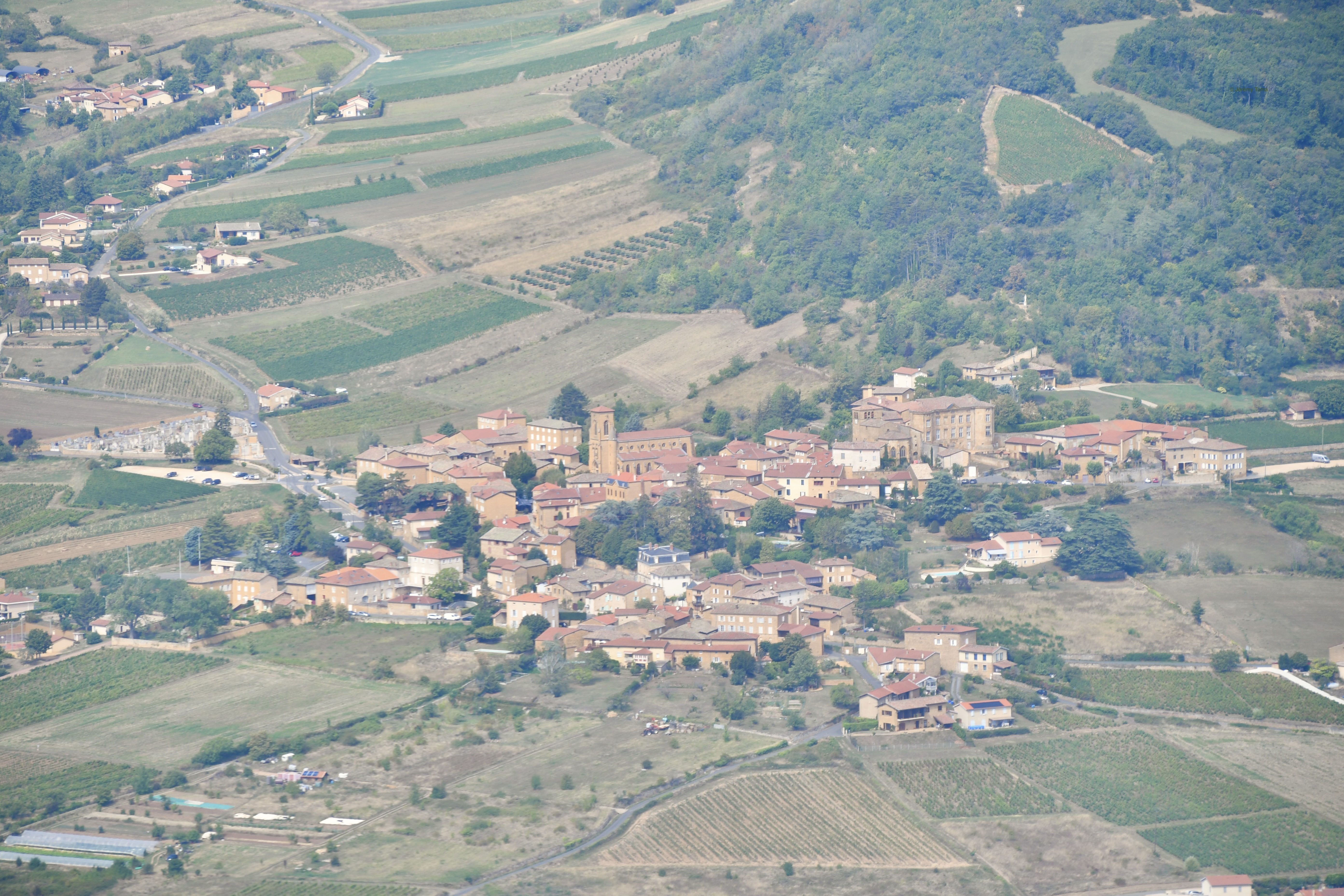
Vue aérienne.

### Localisation
La commune se situe au sud-ouest de Villefranche-sur-Saône et à l'ouest de l'autoroute A 6 (autoroute du soleil). La départementale 338 passe en limite est de la commune et permet de rejoindre Villefranche. La D 96 passe dans le village, la D 19E y aboutit.
L'occupation du sol est majoritairement viticole.
La topographie varie de 237 à 603 mètres. Le village est implanté sur un coteau, autour de 450 mètres d'altitude.
Il surplombe la vallée du Merloux, ruisseau qui prend sa source dans la commune à proximité du hameau du Marquison puis se jette dans le Morgon, affluent de la Saône, sur la commune de Gleizé. La vallée forme un lacet en U tout autour du village. Le ruisseau prend sa source au lieudit le Marquison, en limite nord-ouest, descend vers le sud-est jusqu'au Beauvallon, continue vers l'est puis change à nouveau de direction vers le nord-est en longeant les coteaux boisés des Bois Bourland et Bois Brûlé.

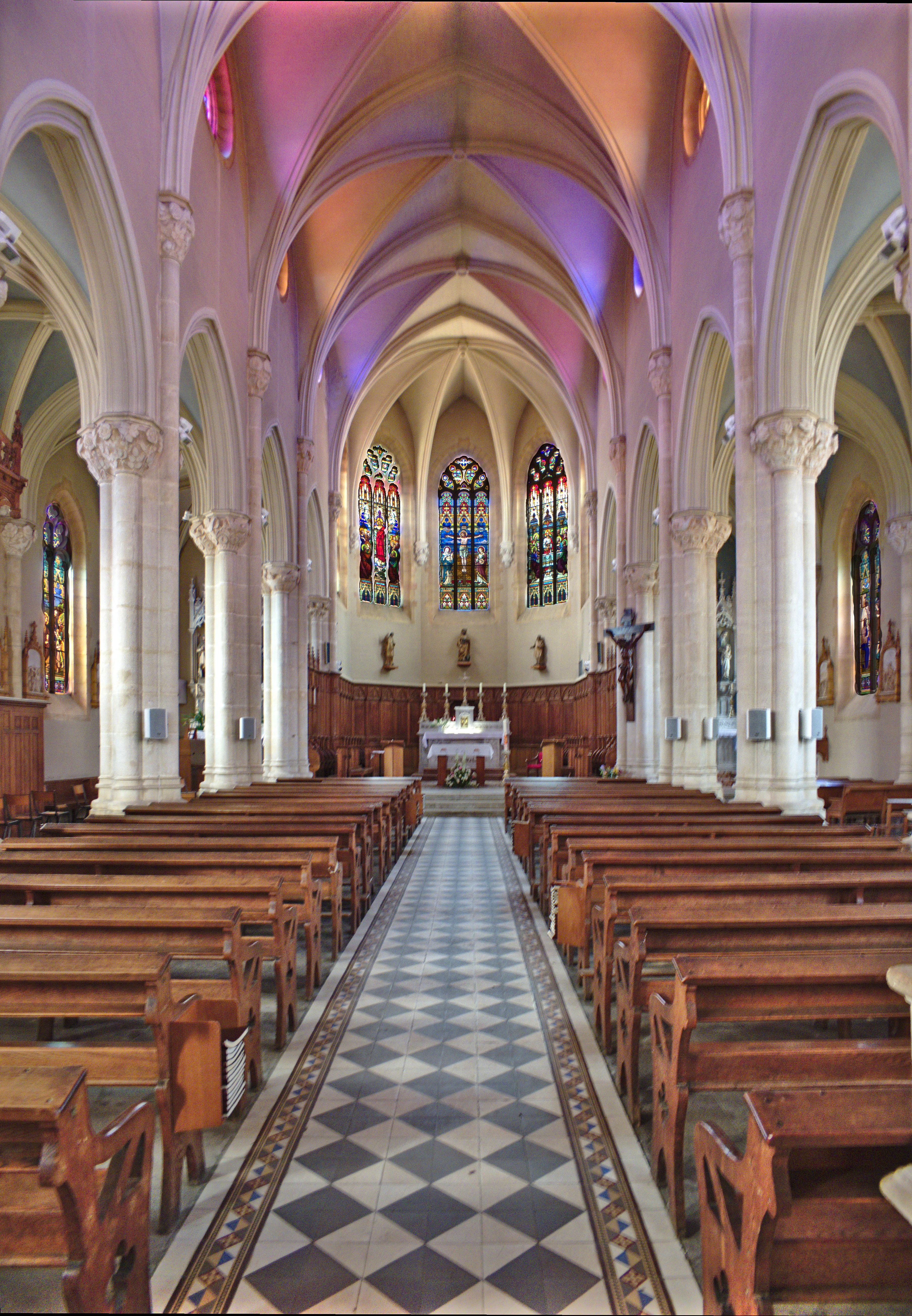
Église de Theizé.

| Ville-sur-Jarnioux | Porte des Pierres Dorées | Pommiers         |
| Val d'Oingt        | Theizé                   | Anse Lachassagne |
| Moiré              | Frontenas                | Alix             |

### Climat
Pour des articles plus généraux, voir Climat d'Auvergne-Rhône-Alpes et Climat du Rhône.
En 2010, le climat de la commune est de type climat océanique dégradé des plaines du Centre et du Nord, selon une étude du Centre national de la recherche scientifique s'appuyant sur une série de données couvrant la période 1971-2000. En 2020, Météo-France publie une typologie des climats de la France métropolitaine dans laquelle la commune est exposée à un climat de montagne ou de marges de montagne et est dans la région climatique  Nord-est du Massif Central, caractérisée par une pluviométrie annuelle de 800 à 1 200 mm, bien répartie dans l’année. 
Pour la période 1971-2000, la température annuelle moyenne est de 10,9 °C, avec une amplitude thermique annuelle de 17,1 °C. Le cumul annuel moyen de précipitations est de 870 mm, avec 10,1 jours de précipitations en janvier et 7,3 jours en juillet. Pour la période 1991-2020, la température moyenne annuelle observée sur la station météorologique de Météo-France la plus proche, « Liergues_sapc », sur la commune de Porte des Pierres Dorées à 4 km à vol d'oiseau, est de 12,1 °C et le cumul annuel moyen de précipitations est de 710,2 mm,. Pour l'avenir, les paramètres climatiques de la commune estimés pour 2050 selon différents scénarios d'émission de gaz à effet de serre sont consultables sur un site dédié publié par Météo-France en novembre 2022.

## Urbanisme

### Typologie
Au 1er janvier 2024, Theizé est catégorisée commune rurale à habitat dispersé, selon la nouvelle grille communale de densité à sept niveaux définie par l'Insee en 2022.
Elle appartient à l'unité urbaine de Val d'Oingt, une agglomération intra-départementale regroupant neuf  communes, dont elle est une commune de la banlieue,,. Par ailleurs la commune fait partie de l'aire d'attraction de Lyon, dont elle est une commune de la couronne,. Cette aire, qui regroupe 397 communes, est catégorisée dans les aires de 700 000 habitants ou plus (hors Paris),.

### Occupation des sols
L'occupation des sols de la commune, telle qu'elle ressort de la base de données européenne d’occupation biophysique des sols Corine Land Cover (CLC), est marquée par l'importance des territoires agricoles (79,4 % en 2018), en diminution par rapport à 1990 (81,9 %). La répartition détaillée en 2018 est la suivante : 
cultures permanentes (47,9 %), prairies (29,2 %), forêts (14,1 %), zones urbanisées (6,5 %), zones agricoles hétérogènes (2,3 %). L'évolution de l’occupation des sols de la commune et de ses infrastructures peut être observée sur les différentes représentations cartographiques du territoire : la carte de Cassini (XVIIIe siècle), la carte d'état-major (1820-1866) et les cartes ou photos aériennes de l'IGN pour la période actuelle (1950 à aujourd'hui).

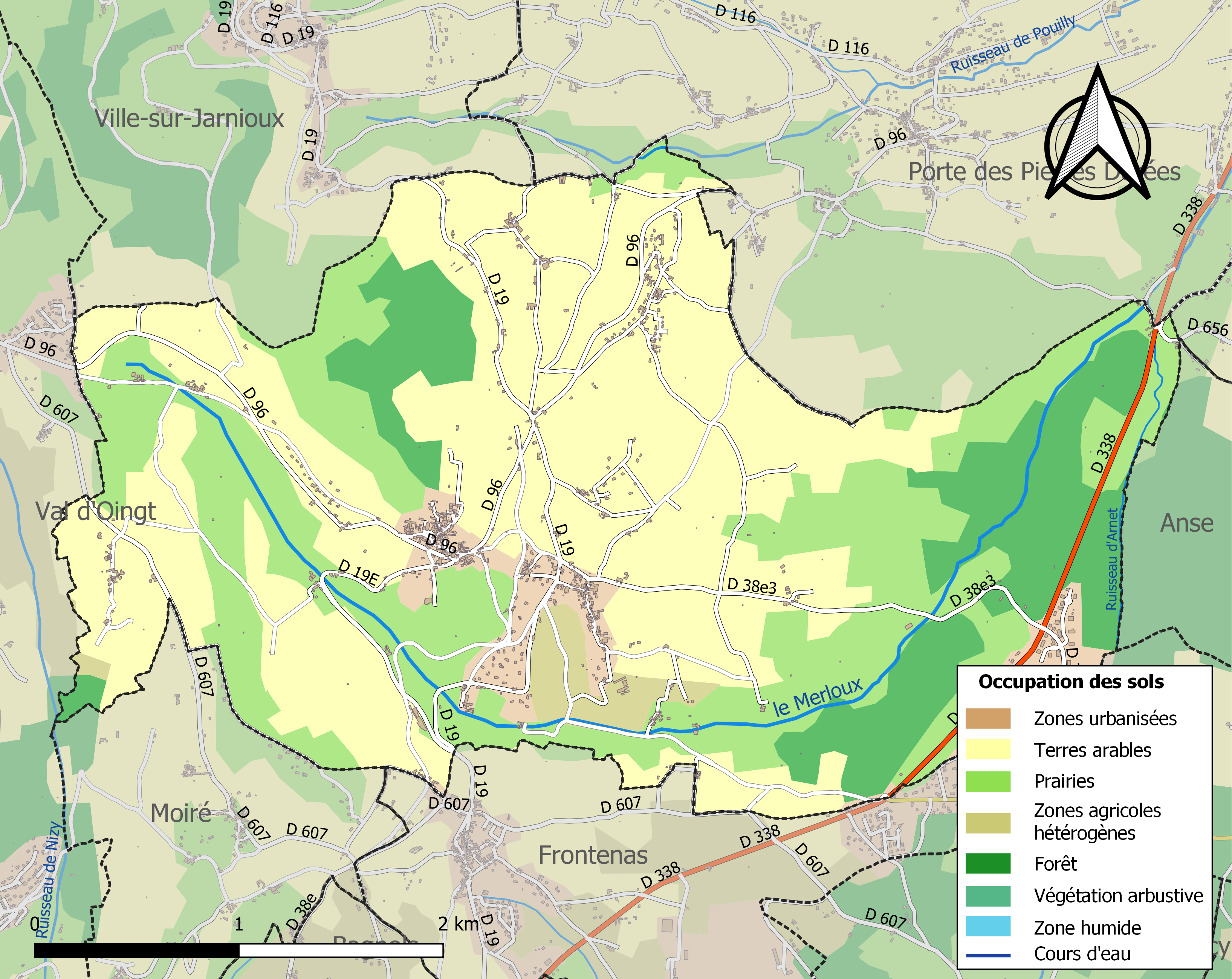
Carte des infrastructures et de l'occupation des sols de la commune en 2018 (CLC).

## Histoire
- Première mention de Theizé au XIe siècle : le village vit dans l'ombre de son puissant voisin, Oingt, dont les seigneurs dominent la région.
- En 1217 puis en 1221, Guichard III d'Oingt, dépensier, demande de l'argent à son seigneur-suzerain, le comte-archevêque de Lyon, Renaud de Forez. En échange, celui-ci lui demande de céder ses droits et usages sur la paroisse de Theizé à l'abbaye de Savigny : Theizé entre dans l'orbite de Lyon (et de Savigny) jusqu'à la Révolution.

### Les Muscadins de Theizé[14]
Un épisode de l'histoire lyonnaise a pour cadre la commune de Theizé et plus généralement les Bois d'Alix tout proches. Il a durablement marqué la mémoire collective dans la commune voire dans tout le sud du Beaujolais. Il s'agit de la retraite que firent en octobre 1793, les troupes royalistes du général Précy alors que la ville allait être investie par les forces de la Convention.
L'objectif de ces soldats et des civils qui les accompagnaient (entre 1 500  et   3 000 personnes selon les sources crédibles) était de passer la Saône au niveau de Trévoux, puis de gagner la Suisse. Le 9 octobre vers 9 h du matin, ils empruntèrent la porte de Vaise. Serrés par la troupe de ligne, harcelés par les habitants des campagnes traversées, ces soldats appelés aussi « Muscadins », gagnèrent la commune de Morancé, après douze heures de marche et de combat.
Cette colonne forte de 250 à 500 hommes et toujours commandée par Précy, se dirigea ensuite vers les bois d'Alix, où les royalistes purent prendre une heure ou deux de repos dans le froid et l'humidité. Il apparaît que la débandade qui avait commencé dès la plaine des Chères, s'est alors amplifiée, beaucoup préférant rechercher le salut individuellement ou par petits groupes. Cependant, un habitant de Theizé, le boulanger Antoine Danguin, commissaire du canton du Bois d'Oingt, s'employait à faire cerner les bois d'Alix en disposant alentour des piquets de gardes nationaux des communes de Frontenas et de Theizé. Au sortir des bois d'Alix, aux confins des communes d'Alix, Frontenas et Theizé, le général Précy, confronté à un de ces piquets, prit pour guides les quatre hommes qui le constituaient. Lui et ses compagnons allaient alors errer pendant plus de 24 heures, principalement sur le territoire actuel de la commune de Theizé.
Le onze au matin le reste des troupes lyonnaises se rassemble à Oingt pour filer vers Saint Romain de Popey, terme tragique de son périple. Les derniers muscadins (80 à 100) sont en effet exécutés ou capturés par les hussards soutenus par une foule de gardes nationaux venus de tout le département. Le général Précy, quant à lui, parvient à s'enfuir et à trouver refuge à Sainte-Agathe-en-Donzy. S'il est avéré que les fugitifs lyonnais ont eu affaire tout au long de leur trajet aux attaques des habitants des campagnes alertés par les autorités conventionnelles, il est également établi que cette traque a pris une certaine ampleur dans les bois d'Alix, à proximité de Theizé.
Au XIXe siècle, l'activité économique de la commune tourne autour de la viticulture qui, comme partout en Beaujolais, connaît un fort développement et des carrières de pierres dorées. De nombreuses maisons bourgeoises sont alors construites dans le village comme dans les hameaux de la commune (Boîtier, Ruissel...). L'expansion viticole ralentit avec la crise du phylloxéra qui pénètre le Beaujolais à partir de 1871.

## Politique et administration
| Période                                  | Période  | Identité                     | Étiquette | Qualité                                           |
| ---------------------------------------- | -------- | ---------------------------- | --------- | ------------------------------------------------- |
| 2008                                     | en cours | Christian Vivier-Merle       | LR        | viticulteur, conseiller départemental depuis 2021 |
| 1995                                     | 2008     | Jean-François Garlon         | DVD       | viticulteur                                       |
| 1974                                     | 1995     | Michel Moriaud               | DVD       | viticulteur                                       |
| 1971                                     | 1974     | Pierre Bernard               |           | notaire                                           |
| 1944                                     | 1971     | Claude Ramet                 | Radical   | viticulteur                                       |
| 1939                                     | 1944     | Louis Laverrière             |           |                                                   |
| 1931                                     | 1939     | Léon Fonbonne                |           |                                                   |
| 1904                                     | 1931     | Robert Lacroix               |           | hôtelier                                          |
| 1897                                     | 1904     | Pierre Brossette-Yvernai     |           |                                                   |
| 1888                                     | 1897     | Jean-Antoine Fonbonne        |           |                                                   |
| 1881                                     | 1888     | Joannès Laverrière           |           |                                                   |
| 1879                                     | 1881     | Jean-Antoine Fonbonne        |           |                                                   |
| 1870                                     | 1879     | Joannès Laverrière           |           |                                                   |
| 1869                                     | 1870     | Antoine Chalus - 1er adjoint |           |                                                   |
| 1860                                     | 1869     | Jean Delacolonge             |           |                                                   |
| Les données manquantes sont à compléter. |          |                              |           |                                                   |

## Population et société

### Démographie
L'évolution du nombre d'habitants est connue à travers les recensements de la population effectués dans la commune depuis 1793. Pour les communes de moins de 10 000 habitants, une enquête de recensement portant sur toute la population est réalisée tous les cinq ans, les populations de référence des années intermédiaires étant quant à elles estimées par interpolation ou extrapolation. Pour la commune, le premier recensement exhaustif entrant dans le cadre du nouveau dispositif a été réalisé en 2007.

En 2022, la commune comptait 1 293 habitants, en évolution de +7,3 % par rapport à 2016 (Rhône : +3,93 %, France hors Mayotte : +2,11 %).
| 1793  | 1800  | 1806 | 1821  | 1831  | 1836  | 1841  | 1846  | 1851  |
| ----- | ----- | ---- | ----- | ----- | ----- | ----- | ----- | ----- |
| 1 049 | 1 000 | 947  | 1 116 | 1 038 | 1 105 | 1 030 | 1 103 | 1 060 |

| 1856  | 1861  | 1866  | 1872  | 1876  | 1881  | 1886  | 1891  | 1896  |
| ----- | ----- | ----- | ----- | ----- | ----- | ----- | ----- | ----- |
| 1 045 | 1 136 | 1 173 | 1 214 | 1 202 | 1 205 | 1 243 | 1 103 | 1 138 |

| 1901  | 1906  | 1911  | 1921 | 1926 | 1931 | 1936 | 1946 | 1954 |
| ----- | ----- | ----- | ---- | ---- | ---- | ---- | ---- | ---- |
| 1 143 | 1 163 | 1 079 | 815  | 752  | 748  | 690  | 643  | 648  |

| 1962 | 1968 | 1975 | 1982 | 1990 | 1999 | 2006  | 2007  | 2012  |
| ---- | ---- | ---- | ---- | ---- | ---- | ----- | ----- | ----- |
| 672  | 643  | 781  | 874  | 915  | 999  | 1 038 | 1 043 | 1 088 |

| 2017  | 2022  | - | - | - | - | - | - | - |
| ----- | ----- | - | - | - | - | - | - | - |
| 1 247 | 1 293 | - | - | - | - | - | - | - |

### Manifestations culturelles et festivités
- Festival de musique classique : Les Rendez-vous de Rochebonne, depuis 2005, en septembre.
- Festival de théâtre : Les Rencontres de Theizé, depuis 2012, en juin.

### Enseignement
- École maternelle et primaire.

## Économie
- Boulangerie
- Restaurant « La Feuillée »
- Salon de coiffure
- L'Epicerie des Colibris - Epicerie de Proximité – Bio et Local
- ZAC du Maupas

## Culture locale et patrimoine

### Lieux et monuments
- Le château de Rochebonne, rasé pendant la guerre de Cent Ans, puis reconstruit au XVIIe siècle par un membre de la famille de Madame de Sévigné
- Le château de Rapetour
- Le château de Cruix
- L'église, construite entre 1898 et 1905,  son clocher (inachevé) domine la place principale du village.
- La vieille église : sa nef romane, date des XIIe et XIIIe siècles (restes d'arcatures romanes et présence d'un armarium dans le mur nord). Agrandie au XVIe siècle en style gothique flamboyant, par la création d'un superbe chœur à clé de voûte pendante (daté de 1536) et l'adjonction de quatre chapelles latérales (côté Sud). Elle est réaménagée en 1608 avec la construction d'un narthex et probablement à la même époque, d'un escalier à vis communiquant avec le château de Rochebonne.
- L'église Saint-Antoine de Theizé (ou nouvelle église), bâtie entre 1903 et 1905.
- Chapelle Saint-Hippolyte : réédifiée en 1602 par Claude Meyssonnier, curé de Theizé.
- La Madonne, œuvre du sculpteur lyonnais Félix Dumas, qui domine le village et le protège, bénite par le cardinal-archevêque de Lyon Pierre Gerlier le 22 août 1943.
- La Croix des Enfants, édifiée en 1567, située place de l'Église : il s'agit d'une colonne appelée «Croix des Enfants de Theizé » ou « Croix des Tailleurs de Pierre » érigée le 1er août 1567.On retrouve les emblèmes des tailleurs de pierre sur le fût : le marteau taillant, le niveau, le compas et le ciseau ainsi que l’inscription : «  MOT FAICT FAIRE LES ENFANTS DE THEYSE LE Per 1567 » Dans les niches ont été placés en 1996 : la Vierge, Saint Antoine – ermite – patron de la paroisse (et son cochon), Saint Roch (avec son roquet, fidèle compagnon qui le soulageait en léchant la plaie de sa jambe) et Saint Claude, évêque, patron des tailleurs de pierre.
- Nombreux lavoirs (au village, en Radix...) puits et croix dispersés sur le territoire communal.
- Cabanes de pierres sèches : Au début des années 1980, la commune comptait encore 25 cabanes en pierre sèche, réparties aux environs de Beauvallon, du Bansillon et de Ruissel. Leur dénomination locale est celle de cabane (on disait « la cabane des Autrichiens », « la cabane du Blanc », etc.) mais, avec l'influence du tourisme et des médias, elles sont parfois baptisées cadoles ou cabornes. Construites en pierres rougeâtres tirées des strates superficielles du socle calcaire bajocien, elles sont le résultat de l'aménagement et l'amélioration des parcelles de vigne et de l'habitat temporaire dans la première moitié du XIXe siècle. Si certaines cabanes ont servi simplement d'abris contre la pluie ou de resserres à outils, d'autres, dotées d'éléments de confort (cheminée, placard mural, fenêtre, etc.), ont pu servir d'habitation temporaire à des « forains », gens venant d'une commune voisine mais ayant une vigne à Theizé[19],[20]. Deux édifices, les cabanes Voyle et Berillon, sont inscrites à l'inventaire supplémentaire des monuments historiques depuis le 23 septembre 1994.
- La tour Chappe (dite « de la Citadelle »), au sommet du Bansillon (à 570 mètres d'altitude), qui date de 1807 et assurait autrefois le relais du télégraphe Chappe entre le clocher de la chapelle de Saint-Bonnet à Montmelas et la tour de Marcy-sur-Anse (56e tour sur un total de 116 composant la ligne Chappe Paris-Toulon).

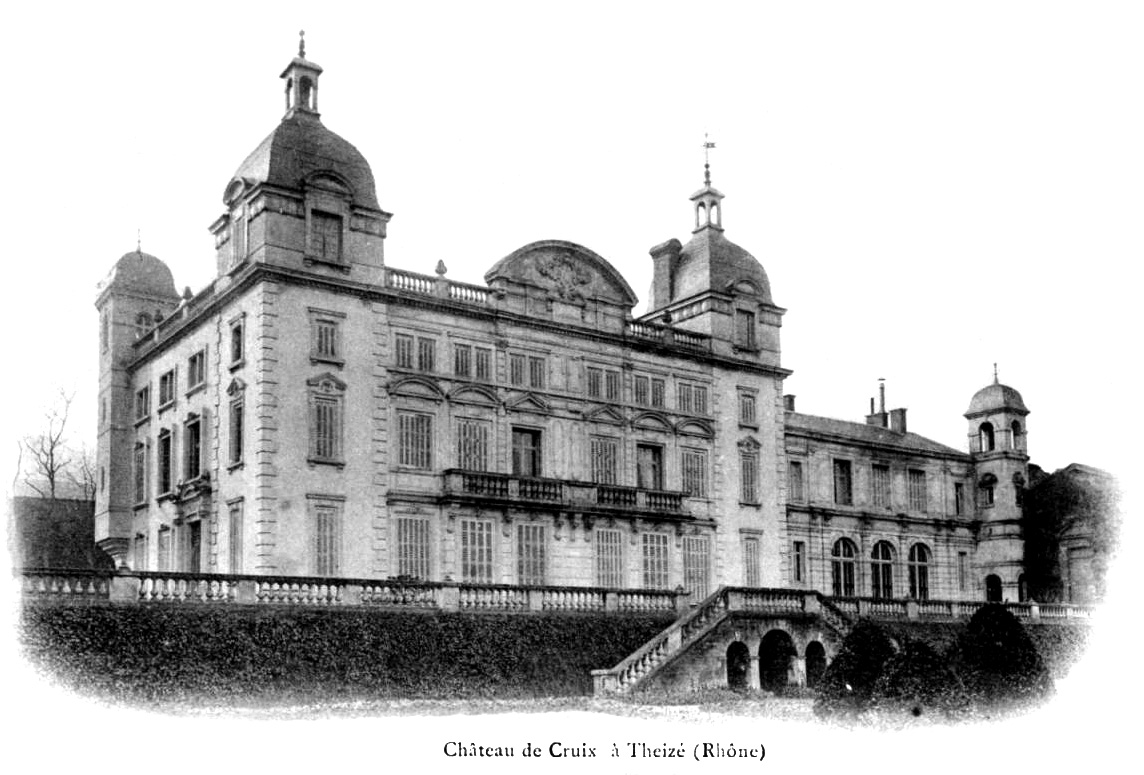
Château de Cruix.
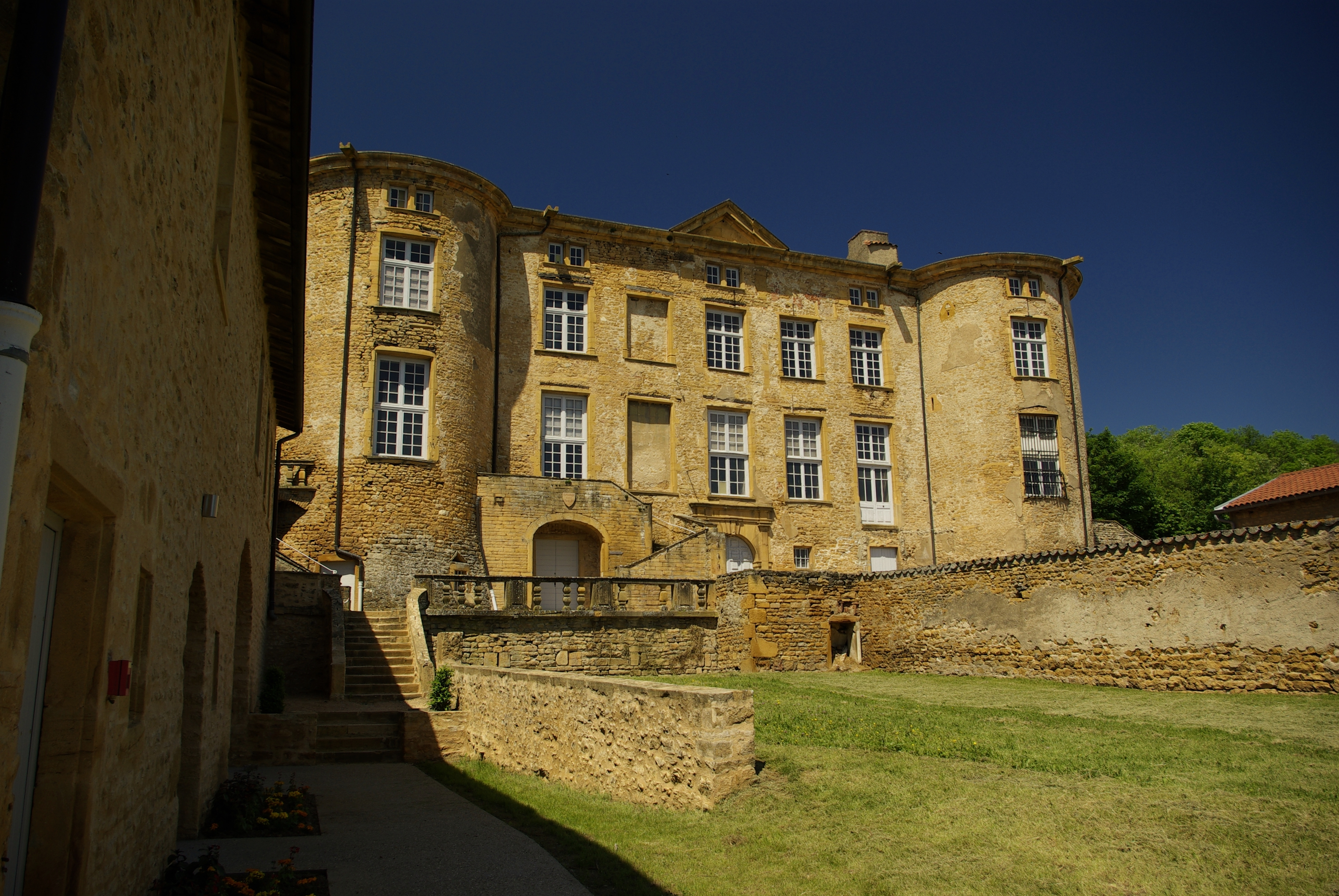
Château de Rochebonne.
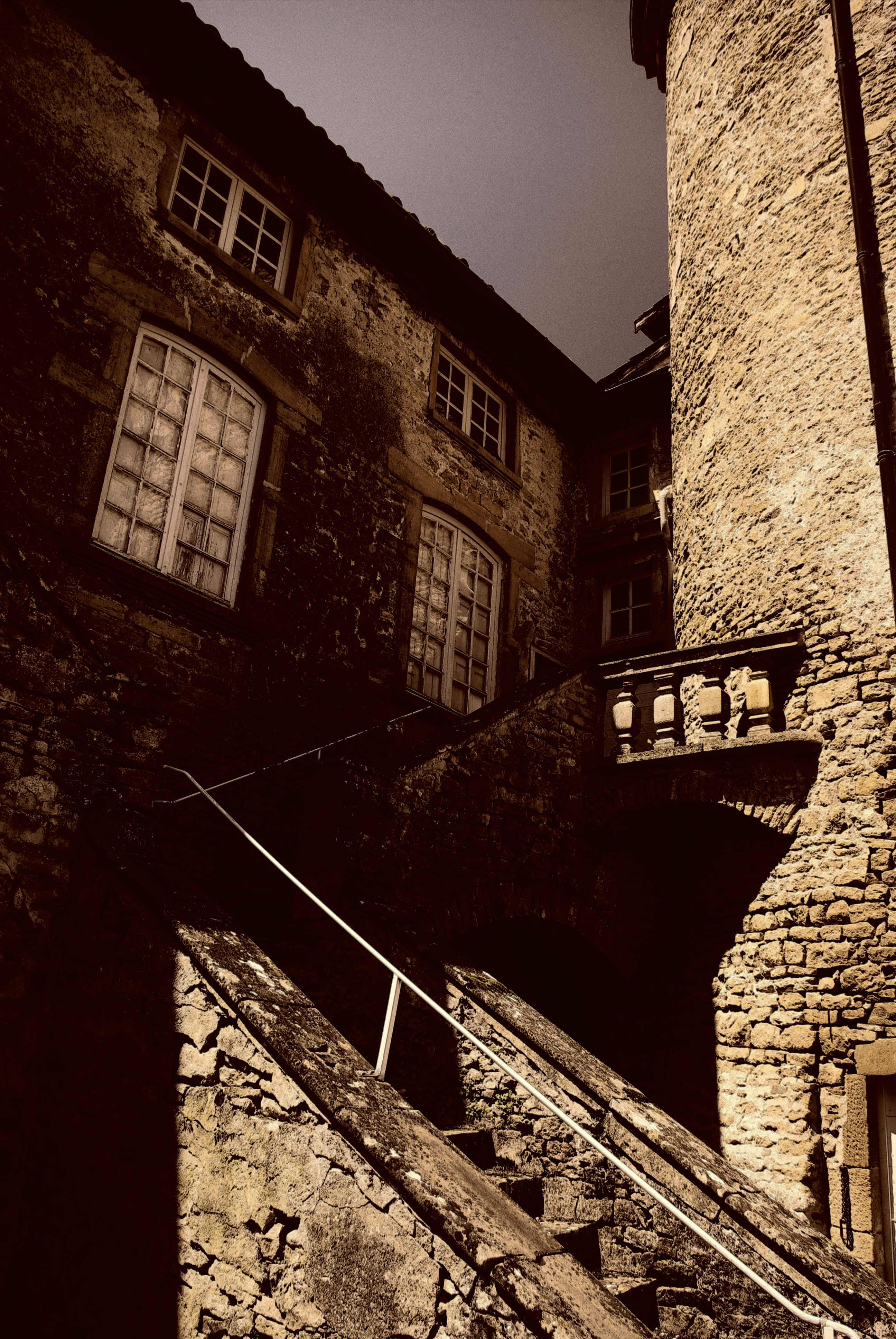
Détail du château de Rochebonne.
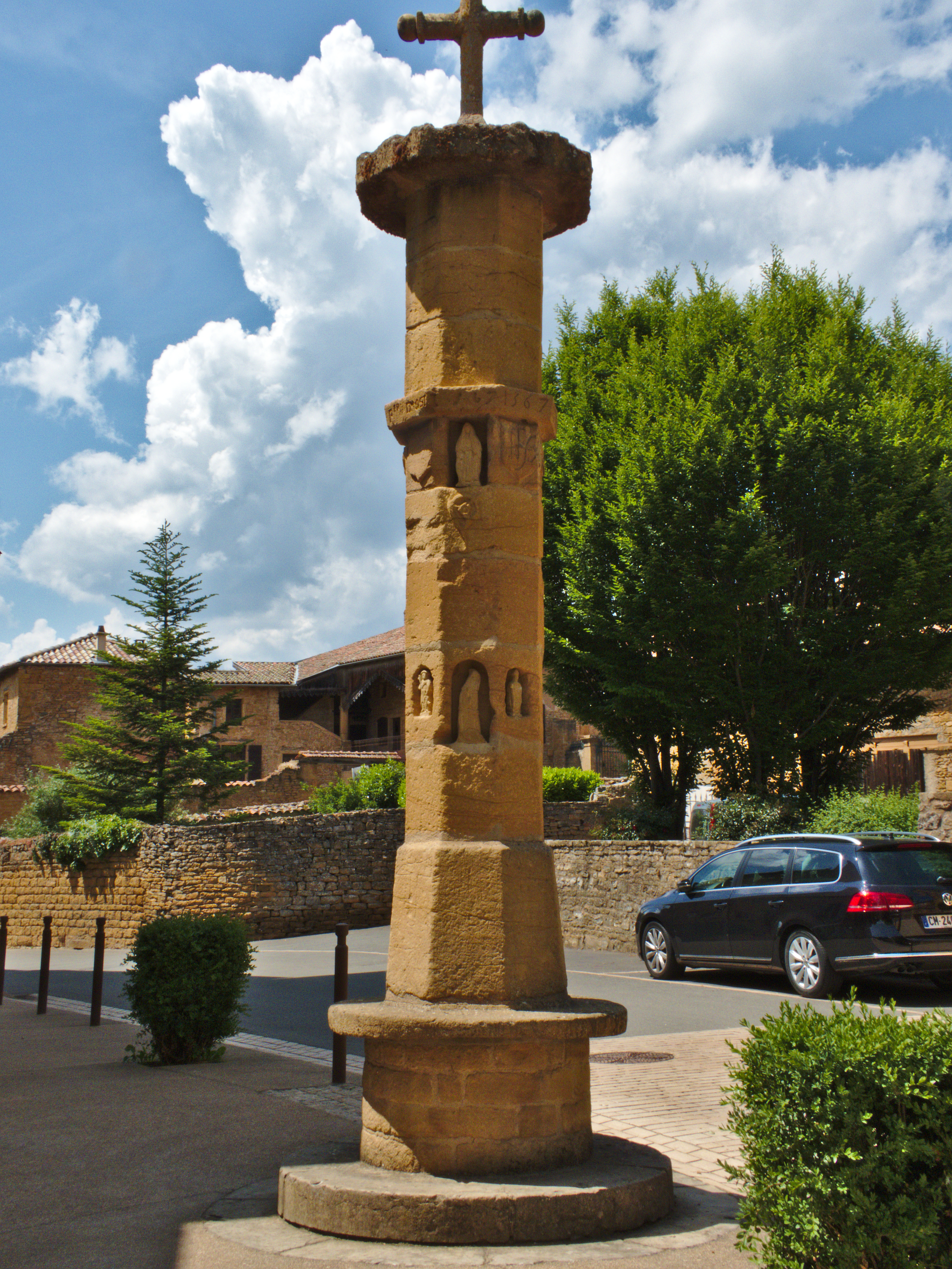
Croix des Enfants.

### Personnalités liées à la commune
- Jean-Baptiste Marduel (1699-1787), prêtre du diocèse de Lyon, curé de la paroisse Saint-Roch à Paris de 1749 à sa mort.
- Jean Marie Roland de La Platière (1734-1793), homme politique, possédait le Clos de la Platière[21] sur le territoire de la commune
- Manon Roland (1754-1793), épouse de Jean Marie Roland de la Platière,  adhéra aux idées de la Révolution française, égérie des Girondins, condamnée à mort et guillotinée.
- Charles Lapicque (1898-1988), peintre, y est né.

### Héraldique
| Blason de Theizé | Les armes de Theizé se blasonnent ainsi : d'azur au tau de gueules bordé d'or, au sarment de vigne alésé posé en bande, avec une vrille en chef et une grappe de raisin en pointe à dextre, une feuille en chef et une vrille en pointe à senestre, le tout d'argent. |